# Исидор Млађи
Исидор Милетски Млађи или једноставно Исидор Млађи ( fl. око 510 – 563) био је византијски архитекта и нећак архитекте Исидора Милетског. Као и ујак, био је родом из Милета.
Према Прокопијевим Грађевинама, Исидор је на почетку каријере сарађиво са другим младим архитектом, Јованом Константинопољским, на утврђењима Зенобије. Посао је обухватао изградњу цркава, барака и купатила. Овај рад се одвијао за време владавине Јустинијана I (527–565).
У Халкиди ад Белум, један натпис из 550. године, а други из тог времена помињу инжењера по имену Исидор, што се обично доводи у везу са Исидором Млађим. Натписи, пронађени у две куће, Исидора називају mechanikos и vir illustris.
Према Прокопију, када се купола Аја Софије коју је дизајнирао Исидор старији срушила након земљотреса 557. године, Исидор је надгледао оправку. Он је описан као mechanopoios. Нова купола је освећена 24. децембра 562. године Према Агатији, било је мање лепа од првобитне и куполе и била је шест метара виша. Реконструкција је забележена у делима Павла Силентијана, Теофана Исповедника и Јована Малале. У поређењу са каснијим рестаурацијама куполе 986–994. од стране Трдата и реконструкције из периода 1347–1354, Исидоров рад показује изузетну прецизност и квалитет изведених радова. У садашњем изгледу купола остало је дванаест ребара са његове рестаурације.
Према Константину са Родоса, који је писао у 9. веку, Исидор је помогао у пројектовању цркве Светих апостола у Цариграду за Јустинијана.